# Kanton Grenade
Kanton Grenade (francouzsky Canton de Grenade) je francouzský kanton v departementu Haute-Garonne v regionu Midi-Pyrénées. Tvoří ho 15 obcí.

## Obce kantonu
- Aussonne
- Bretx
- Le Burgaud
- Daux
- Grenade
- Larra
- Launac
- Menville
- Merville
- Montaigut-sur-Save
- Ondes
- Saint-Cézert
- Saint-Paul-sur-Save
- Seilh
- Thil